# Suzanne Imber
Suzanne (Suzie) Imber (Aylesbury, maio de 1983) é uma cientista planetária britânica. Foi vencedora do programa de televisão da BBC Two de 2017 Astronauts, Do You Have What It Takes?.
Recebeu o Prêmio Rosalind Franklin de 2021 por suas "realizações no campo da ciência planetária e sua proposta de projeto bem considerada com um potencial de alto impacto".